# 武仙座2021年新星
武仙座2021年新星，也稱為武仙座V1674，是在星座武仙座出現的一顆新星。它在星等的峰值亮度達到了6.0等，在理想的觀測條件下肉眼可見。它於2021年6月12日由日本釧路的上田清二在它達到最大峰值亮度前一小時就發現。發現的影像是使用佳能 EOS 6D數位相機搭配200mm鏡頭拍攝的，當時新興的星等是8.4等。隨後分析的「ASAS-SN」的數據，顯示他在發現前8.4小時的 g頻段星等是16.62等。在有詳細光變曲線的星系新星中，2021年的武仙座新星的亮度從峰值下降得最快。這顆新星在整個電磁波譜中，從無線電到伽馬射線，都被探測到。
所有的新星都是聯星，由一顆損失質量的「供體星」，環繞著一顆白矮星組成。2021年6月、7月和8月進行的光度觀測發現，這對聯星的軌道週期為3.670416±0.0008小時。 茲威基瞬態設施自2018年3月以來，一直在觀測包含2021年武仙座新星的天空區域，對該數據的分析得出白矮星的自轉週期為8.357分鐘。

## 外部連結
- . Starts With a Bang. 15 June 2022. （原始内容存档于2023-02-05） （美国英语）.